# Comté de Johnson (Missouri)
Pour les articles homonymes, voir Johnson et Comté de Johnson.
Le comté de Johnson (en anglais Johnson County) est un comté du Missouri aux États-Unis.